# Echinopsis pentlandii
Espèce

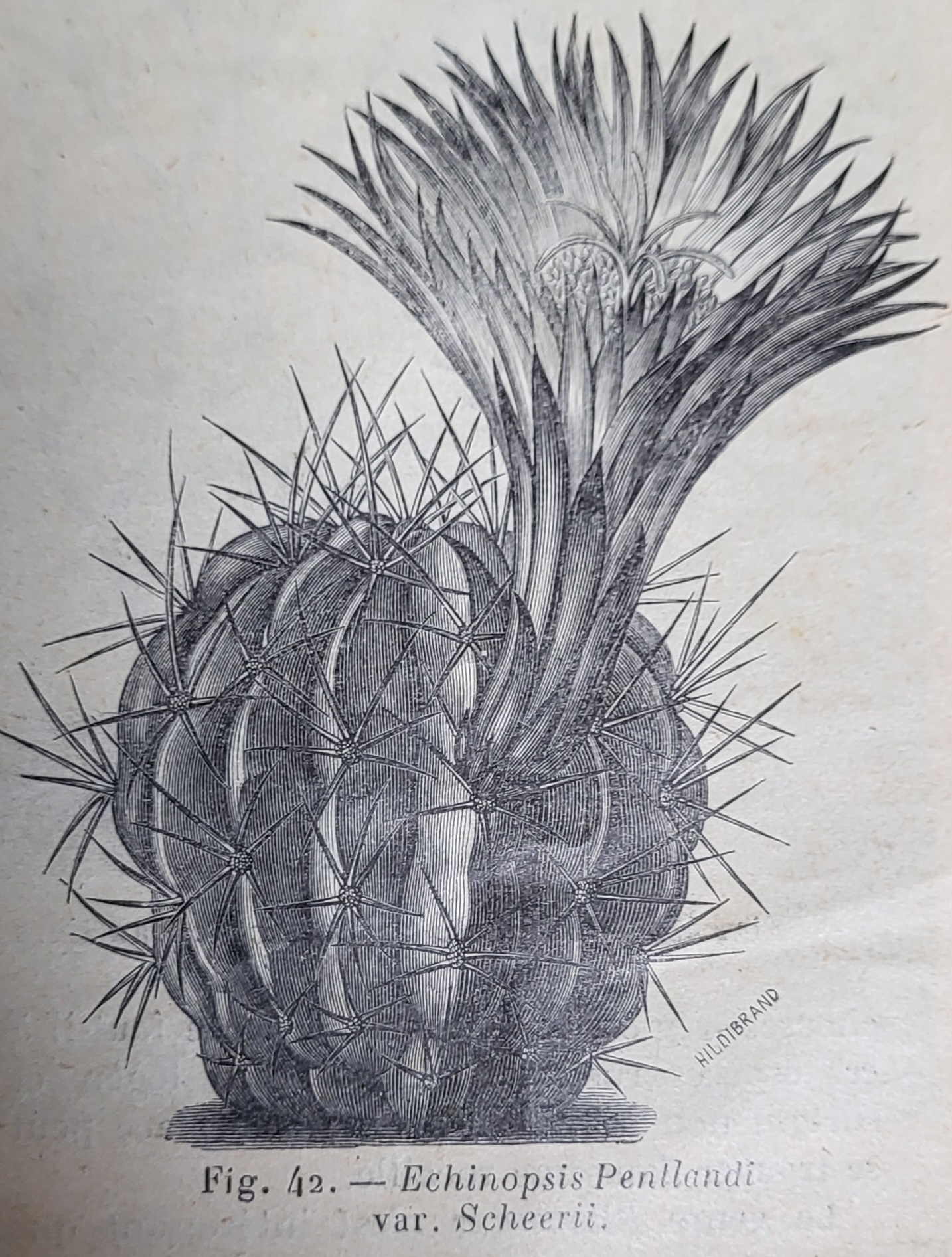
Cactus en pleine floraison.

Echinopsis pentlandii  est une espèce de plantes à fleurs de la famille des Cactaceae et du genre Echinopsis. Il est cultivé comme plante ornementale.

## Origine
Il est endémique du sud du Pérou et de la Bolivie.

## Description
Echinopsis pentlandii est une espèce de cactus vert moyen formant une touffe globulaire à ovoïde de 5 à 15 cm avec 15 côtes verruqueuses et des aréoles grises à aiguillons bruns (cinq à quinze radiaux parfois un central). Les floraisons sont diurnes, de mars à juin. les fleurs mesurent de 5 à 7 cm et sont jaunes, orange, rouges, roses ou pourpres avec une gorge blanche.

## Variétés
Liste des variétés selon IPNI :
- Echinopsis pentlandii var. albiflora Weidlich, Gartenflora 69 : 143 (1920).
- Echinopsis pentlandii var. forbesii Hildm., Monatsschr. Kakteenk. 20 : 180 (1910).
- Echinopsis pentlandii subsp. hardeniana (Boed.) G. Navarro, Lazaroa 17 : 53 (1996).
- Echinopsis pentlandii subsp. larae (Cárdenas) G. Navarro, Lazaroa 17 : 53 (1996).
- Echinopsis pentlandii var. longispina Rümpler in CFFörst., Handb. Cacteenk. (éd. 2 - Rümpler) éd. 2 : 612 (1886).
- Echinopsis pentlandii var. Maximiliana Heyder, Monatsschr. Kakteenk. 7 : 52 (1897).
- Echinopsis pentlandii var. ochroleuca Rud.Mey., Monatsschr. Kakteenk. 7 : 54 (1897).
- Echinopsis pentlandi var. tuberculata Schelle , Handb. Kakteenkult. 111 (1907).
- Echinopsis pentlandii var. vitellina Hildm. ex K. Schum., Gesamtbeschr. Kakt. 230 (1897).

## Taxonomie
Echinopsis pentlandii a pour synonymes :
- Echinocactus pentlandii Hook.
- Lobivia pentlandii (Hook.) Britton & Rose